# ナフィ・ツイタヴァキ
ナフィ・ツイタヴァキ（Nafi Tuitavake、1989年1月21日 - ）は、スーパーラグビー・アンロックトのブルズに所属するラグビー選手。

## プロフィール
- ニュージーランド・オークランド出身[1]。
- ポジションはウィング(WTB)、センター(CTB)。
- 身長 180cm、体重 95kg
- トンガ代表キャップは14(2021年3月現在）でラグビーワールドカップ2019のトンガ代表に選ばれた[2]。
- 7人制ニュージーランド代表に選ばれたことがある[3]。

## 略歴
ノースハーバー、SUアジャン、クルセイダーズ、ノーサンプトン・セインツを経て、2020年、ブルズに加入。